# Rezerwat przyrody Olszyny Rakutowskie
Rezerwat przyrody Olszyny Rakutowskie – leśny rezerwat przyrody w gminie Baruchowo, w powiecie włocławskim, w województwie kujawsko-pomorskim.
Zajmuje powierzchnię 174,62 ha. Został powołany Zarządzeniem Ministra Leśnictwa i Przemysłu Drzewnego z 11 października 1978 roku (M.P. z 1978 r. nr 33, poz. 126, § 12). Według aktu powołującego, celem ochrony rezerwatu jest zachowanie olsów i łęgów jesionowo-olszowych, zachowanych w stanie naturalnym.
Obszar rezerwatu podlega ochronie ścisłej (165,43 ha) i czynnej (9,19 ha).
Rezerwat „Olszyny Rakutowskie” oraz sąsiedni rezerwat „Jezioro Rakutowskie” leżą w granicach Gostynińsko-Włocławskiego Parku Krajobrazowego, a także wchodzą w skład obszaru specjalnej ochrony ptaków Natura 2000 „Błota Rakutowskie”.